# Abrocomaphthirus
Abrocomaphthirus ist eine im südlichen Südamerika beheimatete Gattung der Echten Tierläuse, die bei Chinchillaratten (Abrocomidae) parasitiert. Der Gattungsname leitet sich von dem der Wirtsgattung Abrocoma und altgriechisch φϑειρ phtheir, deutsch ‚Laus‘, ab.

## Merkmale
Abrocomaphthirus-Arten sind kleine Tierläuse. Der Kopf hat ein abgerundetes Vorderende und fünfgliedrige Antennen ohne Geschlechtsunterschied. Die birnenförmige thorakale Sternalplatte zeigt mit dem schmalen Ende nach hinten. Die Rückseite des Mesothorax ist ohne Borsten. Das erste Beinpaar ist klein und hat jeweils eine zugespitzte Kralle. Die beiden übrigen Beinpaare sind kräftig, jedes dieser Beine hat eine große zugespitzte Kralle. Das Abdomen hat enge Sterniten und Tergiten, letztere können bei Männchen fehlen. Paratergalplatten sind deutlich, die zweiten bis fünften sind beidseits am hinteren Seitenende ausgezogen. Das zweite bis sechste Paratergit weist beidseitig je eine Tracheenöffnung auf. Seitenborsten sind sowohl bauch- als auch rückenseitig bei beiden Geschlechtern vorhanden. Bei Männchen sind Basalapodem, Pseudopenis und seine Anhänge (Parameren) gut entwickelt, die Subgenitalplatte ist schwach sklerosiert. Die kleine Subgenitalplatte der Weibchen ist stark sklerotisiert, die Gonopoden 8 und 9 sind deutlich, die Fransen (Fimbrien) der Vulva undeutlich.

## Systematik
Die Gattung enthält zwei Arten:
- Abrocomaphthirus hoplai, Wirt Chile-Chinchillaratte
- Abrocomaphthirus longus, Wirt Graue Chinchillaratte

Abrocomaphthirus longus, vormals Polyplax longa oder Neohaematopinus longus, wurde von Durden und Musser in die für Abrocomaphthirus hoplai neugeschaffene Gattung überführt. Damit wurde auch eine zoogeografische Anomalie aufgelöst, da Polyplax longa die einzige südamerikanische Polyplax-Art war.